# Tropical Loveland
"Tropical Loveland" (Terra tropical do amor) é uma canção gravada pelo grupo pop sueco ABBA lançada no álbum ABBA em 1975.
Foi o lado B de "Fernando" na Alemanha, Bélgica e outros países. Foi escrita por Benny Andersson, Björn Ulvaeus e Stig Anderson, e gravada em 22 de agosto de 1974. Inicialmente, chamada de "Reggae".
A canção é sobre uma mulher que convida um homem para se juntar à sua terra do amor. A música foi incluída no álbum como a faixa #3.